# MLPA

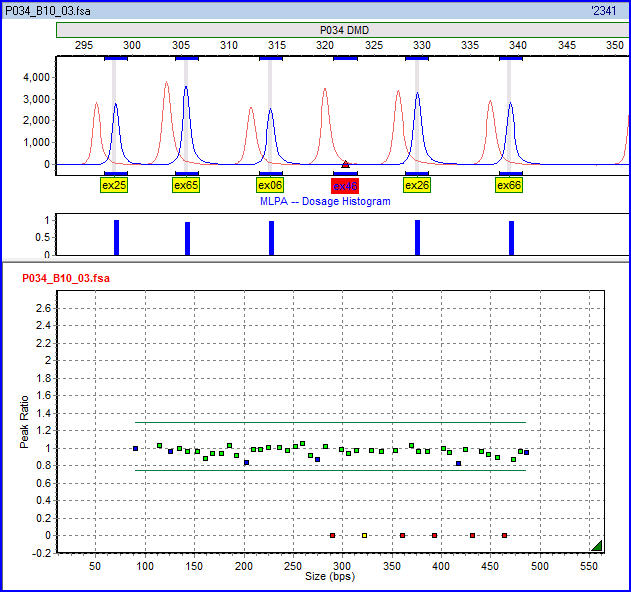
Wynik badania MLPA na obecnoścdużych delecji w genie DMD u pacjenta z dystrofią mięśniową Duchenne’a.

MLPA (Multiplex Ligation-dependent Probe Amplification) – jest odmianą reakcji łańcuchowej polimerazy, pozwalającą na względną równoczesną i ilościową ocenę do czterdziestu sekwencji nukleotydowych. W MLPA sondy dodane do reakcji są amplifikowane metodą PCR (a nie sekwencja próbki DNA jak w PCR), i przyłączona sonda pełni funkcję matrycy. Produkty amplifikacji są identyfikowane i określane ilościowo metodą elektroforezy kapilarnej.